# Plískovské duby
Plískovské duby jsou památné stromy v obci Plískov nedaleko Zbirohu. Tři duby letní (Quercus robur) rostou u rodinného domu čp. 9 v nadmořské výšce 460 m. Obvody jejich kmenů měří 265, 320 a 532 cm a dosahují výšek 25, 24 a 21 m (měření 1994). Chráněny jsou od roku 1985 pro svůj vzrůst a jako krajinná dominanta.